# コンウェイ暗礁プレート

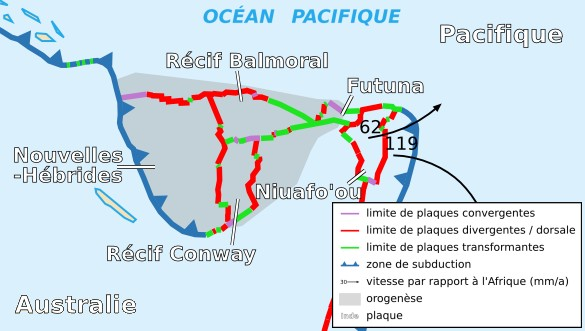
コンウェイ暗礁プレート（"Récif Conway"）とその周辺（フランス語）

コンウェイ暗礁プレート（英語:Conway Reef Plate）とは、南太平洋のフィジーの西に位置するプレート。基本的に収束型境界に囲まれており、北をバルモーラル暗礁プレート（一部に横ずれ型境界あり）、東及び南をオーストラリアプレートに、西をニューヘブリデスプレートに囲まれている。